# Orinocodoras
Orinocodoras is een monotypisch geslacht van straalvinnige vissen uit de familie van de doornmeervallen (Doradidae).

## Soort
- Orinocodoras eigenmanni Myers, 1927